# Venezillo colomboi
Venezillo colomboi is een pissebed uit de familie Armadillidae. De wetenschappelijke naam van de soort is voor het eerst geldig gepubliceerd in 1929 door Alceste Arcangeli.